# Anthias menezesi
Anthias menezesi är en fiskart som beskrevs av Anderson och Heemstra, 1980. Anthias menezesi ingår i släktet Anthias och familjen havsabborrfiskar. Inga underarter finns listade i Catalogue of Life.